# Camblete
Nella mitologia greca,  Camblete  o Camblite era il nome di uno dei re della Lidia.

## Mitologia
Camblete fu maledetto da Iardano, con un sortilegio molto potente e che fece sì che avesse sempre fame per quanto potesse mangiare e così iniziò a mangiare ogni cosa gli fosse capitato vicino.

A questa furia bulimica non ebbe scampo nemmeno sua moglie che fu da lui divorata e dopo l'assassino ed in preda al rimorso per l'atto compiuto, Camblete si uccise.

### Fonti
- Claudio Eliano, Varia Historia, 1,27

### Moderna
- Luisa Biondetti, Dizionario di mitologia classica, Milano, Baldini&Castoldi, 1997, ISBN 978-88-8089-300-4.
- Pierre Grimal, Enciclopedia della mitologia 2ª edizione, Brescia, Garzanti, 2005, ISBN 88-11-50482-1. Traduzione di Pier Antonio Borgheggiani